# Phymanthidae
Phymanthidae é uma família de cnidários antozoários da infraordem Thenaria, subordem Nyantheae (Actiniaria).

## Géneros
- Epicystes Ehrenberg, 1834
- Heteranthus Klunzinger, 1877
- Phymanthus Milne Edwards, 1857